# 头孢哌酮钠舒巴坦钠
舒巴坦-頭孢哌酮全名為头孢哌酮钠舒巴坦钠(Sulbactam and Cefoperazone)又稱俗稱舒普深、瑞普欣、鈴蘭欣 、海舒必，是头孢哌酮钠和舒巴坦钠混合而成的複方藥品，是一種注射型抗生素。

## 作用
头孢哌酮钠舒巴坦钠中，头孢哌酮是一種孢菌素，作用是抑制細菌細胞壁，可以達到殺菌的作用；而舒巴坦是Β-内酰胺类抗生素達到抗菌活性，使用头孢哌酮钠舒巴坦钠的效用是單獨使用头孢哌酮的四倍。